# Associació Belarussa de Periodistes
L'Associació Belarussa de Periodistes (BAJ) (en belarús: Беларуская асацыяцыя журналістаў) és una organització no governamental fundada l'any 1995 que defensa la llibertat d'expressió a Belarús.
El seu objectiu es basa en "assegurar la llibertat d'expressió i el dret de rebre i distribuir la informació i promoure estàndards professionals del periodisme". Actualment forma part de la Federació Internacional de Periodistes i és sòcia de Reporters Sense Fronteres. Aquesta associació especialment s'ha distingit per fer front a la repressió sobre la premsa escrita dictada pel president Aleksandr Lukaixenko.
L'any 2002 fou guardonada amb la Ploma d'or concedida a Dublín per l'Associació Mundial de Premsa escrita, premi que recollí la seva presidenta Zhanna Litvina, i el 2004 amb el premi Sàkharov per la Llibertat de Consciència concedit pel Parlament Europeu.